# Korani-je Olja
Korani-je Olja (perski: كراني علي) – wieś w zachodnim Iranie, w ostanie Kermanszah. W 2006 roku miejscowość liczyła 184 mieszkańców w 40 rodzinach.